# Малахов Володимир Наїльйович
Володимир Наїльйович Малахов (нар. 27 листопада 1980, Іваново) — російський шахіст, гросмейстер (1998), віце-чемпіон Європи 2003 та 2009 років.

У складі збірної Росії переможець командного чемпіонату світу 2009 року та срібний призер шахової олімпіади 2010 року.
Його рейтинг на березень 2020 року — 2669 (68-ме місце у світі, 17-те в Росії).

## Біографія
1993 року виграв чемпіонат світу серед хлопчиків віком до 14 років.
У 2003 і 2009 ставав віце-чемпіоном Європи в особистому заліку, бронзовий призер першості Росії 2003. Півфіналіст Кубка світу ФІДЕ 2009. 2009 року на чемпіонаті Європи з активних шахів, набравши 11,5 очок з 13 можливих, посів 1-е місце.
2004 року закінчив фізичний факультет МДУ. Працює в Об'єднаному інституті ядерних досліджень, живе в місті Дубна.
2003 року входив до федерального списку кандидатів у депутати Державної думи Федеральних зборів РФ, висунутий виборчим блоком «Партія відродження Росії — Російська партія життя» по Московській області.
На командному чемпіонаті світу 2009 року російським майстрам шахів, серед яких був і Володимир Малахов, вдалося піднятися на найвищий щабель п'єдесталу пошани. При цьому, набравши 5 очок з 7 можливих (+3-0=4), Володимир показав найкращий результат на 1 резервній дошці.
У 2010 році на домашній шаховій олімпіаді 2010 року, що проходила у Ханти-Мансійську, збірна Росії посіла друге місце поступившись в боротьбі за золоті нагороди збірній України. Результат Малахова на резервній шахівниці — 3 очки з 6 можливих (+1-1=4).
У жовтні 2015 року на чемпіонаті світу зі швидких та блискавичних шахів, що проходив у Берліні, посів:
 — 15 місце на турнірі зі швидких шахів, набравши 9½ з 15 очок (+6-2=7),
 — 26 місце на турнірі з блискавичних шахів, набравши 13 з 21 очка (+10-5=6).
У грудні 2016 року на чемпіонаті світу зі швидких та блискавичних шахів, що проходив у м. Доха (Катар), Володимир посів:
 — 42-ге місце на турнірі зі швидких шахів, набравши 8 з 15 очок (+4-3=8),
 — 44-те місце на турнірі з блискавичних шахів, набравши 11 з 21 очка (+6-5=10)

## Нагороди та звання
Міністерство спорту, туризму та молодіжної політики своїм наказом 116-НГ надало Володимиру Наїльйовичу Малахову почесне звання «Заслужений майстер спорту Росії».

## Зміни рейтингу
| На цьому місці має відображатися графік чи діаграма, однак з технічних причин його відображення наразі вимкнено. Будь ласка, не видаляйте код, який викликає це повідомлення. Розробники вже працюють для того, щоби відновити штатне функціонування цього графіка або діаграми. | |
| | На цьому місці має відображатися графік чи діаграма, однак з технічних причин його відображення наразі вимкнено. Будь ласка, не видаляйте код, який викликає це повідомлення. Розробники вже працюють для того, щоби відновити штатне функціонування цього графіка або діаграми. |